# Željko Matuš
 (Donja Stubica, 9 agosto 1935) è un ex calciatore jugoslavo, dal 1991 croato. Dopo il ritiro dal mondo del calcio ha esercitato la professione di dentista e quella di cronista sportivo.

## Caratteristiche tecniche
Giocatore versatile, ricoprì con successo sia il ruolo di difensore che quello di attaccante.

## Carriera

### Club
Trascorse gli anni delle giovanili in tre diverse compagini della sua nazione, per poi debuttare nel 1955 con la Dinamo Zagabria. La sua carriera con la società dell'attuale capitale croata durò fino al 1965, e lo vide raggiungere quota 428 partite e 52 gol totali, con un campionato e tre coppe nazionali vinte. Una volta lasciata la sua terra natia, giocò gli ultimi anni di carriera in Svizzera, prima con lo Young Fellows e infine con lo Zurigo.

### Nazionale
Debuttò contro l'Unione Sovietica il 10 luglio 1960, nel corso del campionato europeo di calcio 1960, dopo aver racimolato due presenze con la selezione B. Prese parte al torneo di Roma 1960, disputando anche la partita finale, vincendo la medaglia d'oro Olimpica. Il 30 settembre 1962 giocò la sua ultima partita, a Zagabria contro la Germania Ovest.

## Palmarès

### Club
- Campionato jugoslavo: 1

Dinamo Zagabria: 1957-1958
- Coppa di Jugoslavia: 3

Dinamo Zagabria: 1960, 1963, 1965

### Nazionale
- Oro olimpico: 1

Roma 1960